# Wilemaniella
Wilemaniella là một chi bướm đêm thuộc họ Erebidae.